# Gletterens
Gletterens (toponimo francese) è un comune svizzero di 1 051 abitanti del Canton Friburgo, nel distretto della Broye.

## Geografia fisica
Gletterens è affacciato sul Lago di Neuchâtel.

## Monumenti e luoghi d'interesse
- Chiesa cattolica dell'Assunzione, eretta nel 1877-1878[1].

## Società

### Evoluzione demografica
L'evoluzione demografica è riportata nella seguente tabella:
Abitanti censiti

## Amministrazione
Ogni famiglia originaria del luogo fa parte del comune patriziale che ha la responsabilità della manutenzione di ogni bene comune.